# Гагар'є (Казанський район)
Гага́р'є (рос. Гагарье) — село у складі Казанського району Тюменської області, Росія.
Населення — 575 осіб (2010, 669 у 2002).
Національний склад станом на 2002 рік:
- росіяни — 86 %